# إيراد مقدم
إيراد مقدم (بالإنجليزية: deferred revenue)‏ هو دفع مسبق عن بضاعة أو خدمات لم يتم توريدها أو أدائها، وتلك المبالغ تكون من حق دافعها حتى يوفي من قبضها بالتزاماته وهو بذلك يكون ملزماً بها.
وعلى سبيل المثال الإيجار الذي يدفع مقدماً، والمبالغ التي تدفع سلفاً عن بضائع لم تورد بعد أو لم تشحن بعد.